# Tokelo Rantie
Tokelo Anthony Rantie, född 8 september 1990 i Parys, Fristatsprovinsen, är en sydafrikansk fotbollsspelare som spelar för turkiska Gençlerbirliği. Han har tidigare spelat för Malmö FF i Allsvenskan. Rantie har även spelat för Sydafrikas landslag.

## Klubbkarriär

### Tidig karriär
Rantie började sin karriär genom att spela i olika akademier, den mest noterbara är Stars of Africa Academy i hemlandet Sydafrika. Han gick 2010 till Ferroviário de Beira och senare till CD Maxaquene i grannlandet Moçambique. 2011 flyttade han till Sverige och division 3-laget IFK Hässleholm på lån från Stars of Africa Academy, som en del av deras samarbete att få sydafrikanska spelare till Sverige.

### Orlando Pirates
Efter att Rantie gjort 10 mål på 12 matcher under en halvsäsong i IFK Hässleholm, blev han under säsongen 2011–12 utlånad till Orlando Pirates i Premier Soccer League. Han gjorde sju mål på 20 matcher för Pirates. Klubben försökte övertyga Stars of Africa Academy om en fullständig övergång men lyckades inte.

### Malmö FF
Den 9 augusti 2012 bekräftade Malmö FF att Rantie var klar för klubben. Överenskommelsen var ett 17 månaders lån fram till 1 januari 2014 med en option för Malmö att köpa loss Rantie för ett fastställt pris, som inte avslöjades. Rantie spelade 11 allsvenska matcher och gjorde tre mål för Malmö FF under säsongen 2012. Året därpå var han tongivande i det lag som samma säsong skulle komma att vinna SM-guld. När han spelade sin sista match för Malmö FF den första september 2013 hade han det året gjort sju mål på 21 ligamatcher.

### AFC Bournemouth
I början på september 2013 lämnade Rantie Malmö FF för AFC Bournemouth i engelska Championship. Övergångssumman ryktades vara i storleksordningen 35 miljoner kronor, uppgiften är dock osäker. Under säsongen 2013/14 spelade Rantie 37 matcher för Bournemouth och gjorde fyra mål.

## Landslagskarriär
Rantie gjorde sin landslagsdebut för Sydafrika den 15 juni 2012 i en vänskapsmatch mot Gabon, och gjorde samtidigt sitt första mål för Bafana Bafana. Hans första tävlingsmatch kom i Afrikanska mästerskapen 2013, där han spelade tre matcher och gjorde mål i kvartsfinalen mot Mali. Sydafrika förlorade dock matchen på straffar.

### Karriärstatistik
| Klubbstatistik     | Klubbstatistik       | Klubbstatistik        | Liga    | Liga | Cup                | Cup                | Ligacup | Ligacup | Kontinentalt | Kontinentalt | Totalt  | Totalt |
| Säsong             | Klubb                | Liga                  | Matcher | Mål  | Matcher            | Mål                | Matcher | Mål     | Matcher      | Mål          | Matcher | Mål    |
| Mozambique         | Mozambique           | Mozambique            | Liga    | Liga | Taça de Moçambique | Taça de Moçambique | Ligacup | Ligacup | Afrika       | Afrika       | Totalt  | Totalt |
| ------------------ | -------------------- | --------------------- | ------- | ---- | ------------------ | ------------------ | ------- | ------- | ------------ | ------------ | ------- | ------ |
| 2010               | Ferroviário da Beira | Moçambola             | —       | —    | —                  | —                  | —       | —       | —            | —            | —       | —      |
| 2011               | CD Maxaquene         | Moçambola             | —       | —    | —                  | —                  | —       | —       | —            | —            | —       | —      |
| Sverige            | Sverige              | Sverige               | Liga    | Liga | Svenska cupen      | Svenska cupen      | Ligacup | Ligacup | Europa       | Europa       | Totalt  | Totalt |
| 2011               | IFK Hässleholm       | Division 3            | 12      | 10   | 0                  | 0                  | —       | —       | —            | —            | 12      | 10     |
| Sydafrika          | Sydafrika            | Sydafrika             | Liga    | Liga | Nedbank Cup        | Nedbank Cup        | Ligacup | Ligacup | Afrika       | Afrika       | Totalt  | Totalt |
| 2011–12            | Orlando Pirates      | Premier Soccer League | 20      | 7    | 0                  | 0                  | 3       | 0       | 0            | 0            | 23      | 7      |
| Sverige            | Sverige              | Sverige               | Liga    | Liga | Svenska cupen      | Svenska cupen      | Ligacup | Ligacup | Europa       | Europa       | Totalt  | Totalt |
| 2012               | Malmö FF             | Allsvenskan           | 1       | 1    | 1                  | 3                  | —       | —       | —            | —            | 2       | 4      |
| Totalt             | Mozambique           | Mozambique            | —       | —    | —                  | —                  | —       | —       | —            | —            | —       | —      |
| Totalt             | Sverige              | Sverige               | 13      | 11   | 1                  | 3                  | —       | —       | 0            | 0            | 14      | 14     |
| Totalt             | Sydafrika            | Sydafrika             | 20      | 7    | 0                  | 0                  | 3       | 0       | 0            | 0            | 23      | 7      |
| Totalt i karriären | Totalt i karriären   | Totalt i karriären    | 33      | 18   | 1                  | 3                  | 3       | 0       | 0            | 0            | 37      | 21     |

- Not: Sverige har ingen ligacup.

## Meriter

### Klubblag
Orlando Pirates
- Premier Soccer League: 2011–12
- Telkom Knockout: 2011–12

### Fotnoter
1. 1 2  ”2 – Tokelo Rantie”. starsofafrica.wordpress.com. Stars of Africa. http://starsofafrica.wordpress.com/graduates-of-soafa/2-tokelo-rantie/. Läst 10 augusti 2012.
2. ↑  ”Elittrio ska ge lyft”. kristianstadsbladet.se. Kristianstadsbladet. 26 mars 2011. Arkiverad från originalet den 5 november 2013. https://web.archive.org/web/20131105142026/http://www.kristianstadsbladet.se/sport/fotboll/article1423715/Elittrio-ska-ge-lyft.html. Läst 10 augusti 2012.
3. ↑  ”Pirates set to miss out on Rantie”. kickoff.com. Kickoff. 30 juli 2012. Arkiverad från originalet den 11 augusti 2012. https://web.archive.org/web/20120811010904/http://www.kickoff.com/news/29616/tokelo-rantie-set-to-start-training-with-swedish-side-malmo. Läst 10 augusti 2012.
4. ↑  ”Tokelo Rantie är nu klar för Malmö FF! Mer info på MFF.se inom kort”. twitter.com. Twitter. 9 augusti 2012. http://twitter.com/Malmo_FF/status/233500486559477761. Läst 10 augusti 2012.
5. ↑  ”Tokelo Rantie är klar för Malmö FF”. mff.se. Malmö FF. 9 augusti 2012. Arkiverad från originalet den 12 augusti 2012. https://web.archive.org/web/20120812062657/http://www.mff.se/Aktuellt/Nyheter/2012-08-09_Rantie_Till_MFF.aspx. Läst 10 augusti 2012.
6. ↑  ”Tokelo Rantie - Detailed line data - Transfermarkt”. http://www.transfermarkt.co.uk/tokelo-rantie/leistungsdatendetails/spieler/198495/verein/496. Läst 25 juli 2014.
7. ↑  ”Tokelo Rantie - Performance data - Transfermarkt”. http://www.transfermarkt.co.uk/tokelo-rantie/leistungsdaten/spieler/198495/saison/2013. Läst 18 juli 2014.
8. ↑  ”Bafana Bafana win at last!”. kickoff.com. Kickoff. 15 juni 2012. Arkiverad från originalet den 19 juli 2012. https://web.archive.org/web/20120719005700/http://www.kickoff.com/news/28954/south-africa-beat-gabon-3-0-in-a-friendly-international.php. Läst 10 augusti 2012.
9. ↑  ”Tokelo Rantie”. soccerway.com. Soccerway. http://www.soccerway.com/players/tukelo-rantjie/210203/. Läst 10 augusti 2012.